# Konrad Seusenhofer
Konrad Seusenhofer (død 30. august 1517, Innsbruck, Tirol) var en ledende østrigsk tøjmester og rustningsmager, der arbejdede for kejser Maximilian 1.
I 1514 præsenterede Maximilian 1. en rustning til Henrik 8. af England, der inkluderede en usædvanlig hornhjelm eller armet, hvilket senere blev valgt som symbol for Royal Armouries i Leeds. Seusenhofer fremstillede yderligere tre rustninger med i et lignende design, men kun den rustning som blev givet til Maximilians barnebarn, den fremtidige Karl 5., er bevaret, og den befinder sig i Wien.
Henrik 8.'s rustning er heller ikke bevaret. Hjelmens usædvanlige udformning gør at man mener, at den muligvis blev ejet af hofnarren Will Somers. Oprindeligt havde hjelmen forsølvede paneler, der var sat oven på fløjlsstof.